# Ákos Bajcsi
Ákos Bajcsi (n. 19 septembrie 1946) este un fost deputat român în legislatura 1990-1992, ales în județul Covasna pe listele partidului UDMR. Akos Bajcsi a fost membru în grupurile  parlamentare de prietenie cu Japonia și Statul Israel.